# Acacia harmsiana
Acacia harmsiana é uma espécie de leguminosa do gênero Acacia, pertencente à família Fabaceae.